# 新疆韭
新疆韭（学名：Allium flavidum）是葱科葱属的植物。分布在中亚地区、西伯利亚、蒙古以及中国大陆的新疆自治区等地，生长于海拔1,500米至2,500米的地区，常生于向阳山坡以及林下岩石缝，目前已由人工引种栽培。